# Сава Петров
Сава Петров (Београд, 18. јуна 1998) српски је фудбалер који тренутно наступа за панчевачки Железничар.

## Каријера
Петров је прошао млађе категорије београдског Партизана, где га је тренирао Дарко Тешовић. Првом тиму прикључен је 2016. године, а дебитовао је на пријатељској утакмици, маја исте године, када је противник био Берое. У августу 2016. године Петров је потписао свој први професионални уговор с клубом у трајању од пет година. Недуго затим, уступљен је клупској филијали, Телеоптику, где је наступао током сезоне 2016/17. у Српској лиги Београд. Постигавши 4 поготка на 20 одиграних утакмица у том такмичењу, Петров је допринео освајању првог места на табели и пласману екипе у Прву лигу Србије. Током сезоне су медији писали о интересовању Борусије из Дортмунда за откуп уговора Саве Петрова од Партизана, али до реализације тог трансфера није дошло. Петров је током сезоне такође тренирао и са првом екипом, те је наступао у незваничном такмичењу под називом Лига Б тимова. Нашао се на списку фудбалера награђеним медаљом за освајање шампионске титуле у Суперлиги Србије. Петров је затим прошао припремни период пред наредну сезону са екипом Партизана, након чега је враћен у Телеоптик. Пред крај августа 2017, Петров је раскинуо уговор и напустио клуб као слободан играч.
Почетком септембра 2017. Петров се придружио екипи суботичког Спартака, потписавши трогодишњи уговор са клубом. Током сезоне 2017/18. Петров је неколико пута био у протоколу, а дебитовао је у 34. колу, када је његова екипа поражена од Чукаричког. Тада је у игру ушао у 37. минуту сусрета, заменивши на терену Бојана Чечарића. Изостао је са првог окупљања екипе пред наредну сезону, а недуго затим је и раскинуо уговор са клубом.
Петров је 18. јуна 2018. године потписао уговор за белгијски Вестерло, договоривши сарадњу на три године. Члан клуба остао је до краја уговора, од чега је последњу годину провео у Лирсеу као уступљен играч. Портал Моцартспорт уврстио је током априла 2020. Петрова у текст о 50 највећих талената Партизана који нису успели у првом тиму. Неколико месеци током 2021. године био је члан Олимпије из Љубљане, док је почетком наредне календарске године прешао у Младост из Лучана. Средином јуна 2022. Петров је потписао за нишки Раднички.
Крајем јануара 2024. прешао је у португалску Визелу. Вредност трансфера, према писању медија, процењена је на приближно 100 хиљада евра. С новим клубом потписао је двоипогодишњи уговор. Био је стрелац поготка у поразу од Бенфике у оквиру Купа Португалије. На првенствном сусрету са Жил Висентеом, неколико дана касније, искључен је услед другог жутог картона. У првенству Португалије постигао је два поготка пре него што је у априлу претрпео повреду колена због које је сезону завршио раније. Почетком лета 2025, Петров је потписао за панчевачки Железничар. Дебитовао је на отварању сезоне 2025/26. у Суперлиги Србије, ушавши у игру у 58. минуту сусрета са својим матичним клубом, Партизаном.

## Репрезентација
Петров је за кадетску репрезентацију Србије дебитовао на пријатељској утакмици против Словеније у фебруару 2015. године. Иван Томић је Петрова уврстио у састав млађе омладинске репрезентације током лета исте године. До наредне године наступао је за тај састав и постигао је један погодак против Мађарске. За омладинску селекцију дебитовао је на меморијалном турниру „Стеван Ћеле Вилотић”, погодивши против екипе Сједињених Америчких Држава. Стрелац је био и на пријатељском сусрету са Бугарском у фебруару 2017.

## Статистика

### Клупска
Ажурирано 21. јула 2025.
|                       |          |                        |     |    |   |   |   |   |   |   |     |    |  |  |
| Партизан              | 2016/17. | Суперлига Србије       | 0   | 0  | 0 | 0 | — | — | — | — | 0   | 0  |  |  |
|                       |          |                        |     |    |   |   |   |   |   |   |     |    |  |  |
| Телеоптик (позајмица) | 2016/17. | Српска лига Београд    | 20  | 4  | — | — | — | — | — | — | 20  | 4  |  |  |
|                       |          |                        |     |    |   |   |   |   |   |   |     |    |  |  |
| Спартак Суботица      | 2017/18. | Суперлига Србије       | 1   | 0  | 0 | 0 | — | — | — | — | 1   | 0  |  |  |
|                       |          |                        |     |    |   |   |   |   |   |   |     |    |  |  |
| Вестерло              | 2018/19. | Друга лига Белгије     | 30  | 3  | 1 | 0 | — | — | — | — | 31  | 3  |  |  |
| Вестерло              | 2019/20. | Друга лига Белгије     | 14  | 1  | 1 | 0 | — | — | — | — | 15  | 1  |  |  |
| Вестерло              | 2020/21. | Друга лига Белгије     | 0   | 0  | — | — | — | — | — | — | 0   | 0  |  |  |
| Вестерло              | Укупно   | Укупно                 | 44  | 4  | 2 | 0 | — | — | — | — | 46  | 4  |  |  |
|                       |          |                        |     |    |   |   |   |   |   |   |     |    |  |  |
| Лирсе К. (позајмица)  | 2020/21. | Друга лига Белгије     | 20  | 4  | — | — | — | — | — | — | 20  | 4  |  |  |
|                       |          |                        |     |    |   |   |   |   |   |   |     |    |  |  |
| Олимпија Љубљана      | 2021/22. | Прва лига Словеније    | 1   | 1  | 0 | 0 | 2 | 0 | — | — | 3   | 1  |  |  |
|                       |          |                        |     |    |   |   |   |   |   |   |     |    |  |  |
| Младост Лучани        | 2021/22. | Суперлига Србије       | 11  | 2  | — | — | — | — | — | — | 11  | 2  |  |  |
|                       |          |                        |     |    |   |   |   |   |   |   |     |    |  |  |
| Раднички Ниш          | 2022/23. | Суперлига Србије       | 35  | 2  | 3 | 1 | 2 | 1 | 1 | 0 | 41  | 4  |  |  |
| Раднички Ниш          | 2023/24. | Суперлига Србије       | 19  | 6  | 0 | 0 | — | — | — | — | 19  | 6  |  |  |
| Раднички Ниш          | Укупно   | Укупно                 | 54  | 8  | 3 | 1 | 2 | 1 | 1 | 0 | 60  | 10 |  |  |
|                       |          |                        |     |    |   |   |   |   |   |   |     |    |  |  |
| Визела                | 2023/24. | Прва лига Португалије  | 9   | 2  | 1 | 1 | — | — | — | — | 10  | 3  |  |  |
| Визела                | 2024/25. | Друга лига Португалије | 3   | 0  | 0 | 0 | — | — | 2 | 0 | 5   | 0  |  |  |
| Визела                | Укупно   | Укупно                 | 12  | 2  | 1 | 1 | — | — | 2 | 0 | 15  | 2  |  |  |
|                       |          |                        |     |    |   |   |   |   |   |   |     |    |  |  |
| Железничар Панчево    | 2025/26. | Суперлига Србије       | 1   | 0  | 0 | 0 | — | — | — | — | 1   | 0  |  |  |
|                       |          |                        |     |    |   |   |   |   |   |   |     |    |  |  |
| Каријера              | Каријера | Каријера               | 164 | 25 | 6 | 2 | 4 | 1 | 3 | 0 | 177 | 28 |  |  |
|                       |          |                        |     |    |   |   |   |   |   |   |     |    |  |  |

### Утакмице у дресу репрезентације
| Репрезентација Србије у узрасту до 17 година старости | Репрезентација Србије у узрасту до 17 година старости | Репрезентација Србије у узрасту до 17 година старости | Репрезентација Србије у узрасту до 17 година старости | Репрезентација Србије у узрасту до 17 година старости | Репрезентација Србије у узрасту до 17 година старости | Репрезентација Србије у узрасту до 17 година старости | Репрезентација Србије у узрасту до 17 година старости | Репрезентација Србије у узрасту до 17 година старости | Репрезентација Србије у узрасту до 17 година старости |
| #                                                     | Датум                                                 | Такмичење                                             | Локација                                              | Домаћин                                               | Резултат                                              | Гост                                                  | Мин.                                                  | Гол                                                   | Реф.                                                  |
| ----------------------------------------------------- | ----------------------------------------------------- | ----------------------------------------------------- | ----------------------------------------------------- | ----------------------------------------------------- | ----------------------------------------------------- | ----------------------------------------------------- | ----------------------------------------------------- | ----------------------------------------------------- | ----------------------------------------------------- |
| 1.                                                    | 26. фебруар 2015.                                     | Пријатељска утакмица                                  | Кућа фудбала, Стара Пазова                            | Србија                                                | 1 : 2                                                 | Словенија                                             |                                                       | [ 36 ]                                                |                                                       |
| 1                                                     | Укупан број утакмица и постигнутих погодака           | Укупан број утакмица и постигнутих погодака           | Укупан број утакмица и постигнутих погодака           | Укупан број утакмица и постигнутих погодака           | Укупан број утакмица и постигнутих погодака           | Укупан број утакмица и постигнутих погодака           | Укупан број утакмица и постигнутих погодака           | 0                                                     |                                                       |

| Репрезентација Србије у узрасту до 18 година старости | Репрезентација Србије у узрасту до 18 година старости                    | Репрезентација Србије у узрасту до 18 година старости                    | Репрезентација Србије у узрасту до 18 година старости                    | Репрезентација Србије у узрасту до 18 година старости                    | Репрезентација Србије у узрасту до 18 година старости                    | Репрезентација Србије у узрасту до 18 година старости                    | Репрезентација Србије у узрасту до 18 година старости | Репрезентација Србије у узрасту до 18 година старости | Репрезентација Србије у узрасту до 18 година старости |
| # | Датум                                                                    | Такмичење                                                                | Локација                                                                 | Домаћин                                                                  | Резултат                                                                 | Гост                                                                     | Гол                                                   | Реф.                                                  |                                                       |
| --- | ------------------------------------------------------------------------ | ------------------------------------------------------------------------ | ------------------------------------------------------------------------ | ------------------------------------------------------------------------ | ------------------------------------------------------------------------ | ------------------------------------------------------------------------ | ----------------------------------------------------- | ----------------------------------------------------- | ----------------------------------------------------- |
| Ово је динамичан списак и можда никада неће моћи да задовољи одређене стандарде у потпуности. Можете помоћи тако што ћете га проширити поуздано референцираним уносима. |                                                                          |                                                                          |                                                                          |                                                                          |                                                                          |                                                                          |                                                       |                                                       |                                                       |
| 1. | 10. новембар 2015.                                                       | Пријатељска утакмица                                                     | Градски стадион, Ополе                                                   | Пољска                                                                   | 0 : 2                                                                    | Србија                                                                   |                                                       | [ 65 ]                                                |                                                       |
| 2. | 12. новембар 2015.                                                       | Пријатељска утакмица                                                     | Градски стадион, Ополе                                                   | Пољска                                                                   | 5 : 0                                                                    | Србија                                                                   |                                                       | [ 67 ]                                                |                                                       |
| 3. | 14. децембар 2015.                                                       | Међународни турнир у Израелу                                             | Национални спортски центар, Рамат Гану                                   | Израел                                                                   | 0 : 1                                                                    | Србија                                                                   |                                                       | [ 68 ]                                                |                                                       |
| 4. | 17. децембар 2015.                                                       | Међународни турнир у Израелу                                             | Национални спортски центар, Рамат Ган                                    | Србија                                                                   | 1 : 5                                                                    | Немачка                                                                  |                                                       | [ 69 ]                                                |                                                       |
| 5. | 15. март 2016.                                                           | Пријатељска утакмица                                                     | Спoртски центaр ФС Јерменије, Јереван                                    | Јерменија                                                                | 1 : 4                                                                    | Србија                                                                   |                                                       | [ 70 ]                                                |                                                       |
| 6. | 17. март 2016.                                                           | Пријатељска утакмица                                                     | Спoртски центaр ФС Јерменије, Јереван                                    | Јерменија                                                                | 1 : 1                                                                    | Србија                                                                   |                                                       | [ 71 ]                                                |                                                       |
| 7. | 19. април 2016.                                                          | Пријатељска утакмица                                                     | Кућа фудбала, Стара Пазова                                               | Србија                                                                   | 1 : 2                                                                    | Мађарска                                                                 |                                                       | [ 72 ]                                                |                                                       |
| 8. | 21. април 2016.                                                          | Пријатељска утакмица                                                     | Кућа фудбала, Стара Пазова                                               | Србија                                                                   | 1 : 1                                                                    | Мађарска                                                                 | Гол                                                   | [ 73 ]                                                |                                                       |
| 9. | 24. мај 2016.                                                            | Пријатељска утакмица                                                     | Стадион Слана Бара, Нови Сад                                             | Србија                                                                   | 1 : 0                                                                    | Босна и Херцеговина                                                      |                                                       | [ 74 ]                                                |                                                       |
| 10. | 26. мај 2016.                                                            | Пријатељска утакмица                                                     | СЦ Вујадин Бошков, Нови Сад                                              | Србија                                                                   | 0 : 2                                                                    | Босна и Херцеговина                                                      |                                                       | [ 75 ]                                                |                                                       |
| 10 | Укупан број утакмица, постигнутих погодака и минута проведених на терену | Укупан број утакмица, постигнутих погодака и минута проведених на терену | Укупан број утакмица, постигнутих погодака и минута проведених на терену | Укупан број утакмица, постигнутих погодака и минута проведених на терену | Укупан број утакмица, постигнутих погодака и минута проведених на терену | Укупан број утакмица, постигнутих погодака и минута проведених на терену | 1                                                     | [ 76 ]                                                |                                                       |

| Репрезентација Србије у узрасту до 19 година старости | Репрезентација Србије у узрасту до 19 година старости                    | Репрезентација Србије у узрасту до 19 година старости                    | Репрезентација Србије у узрасту до 19 година старости                    | Репрезентација Србије у узрасту до 19 година старости                    | Репрезентација Србије у узрасту до 19 година старости                    | Репрезентација Србије у узрасту до 19 година старости                    | Репрезентација Србије у узрасту до 19 година старости | Репрезентација Србије у узрасту до 19 година старости | Репрезентација Србије у узрасту до 19 година старости |
| #                                                     | Датум                                                                    | Такмичење                                                                | Локација                                                                 | Домаћин                                                                  | Резултат                                                                 | Гост                                                                     | Гол                                                   | Реф.                                                  |                                                       |
| ----------------------------------------------------- | ------------------------------------------------------------------------ | ------------------------------------------------------------------------ | ------------------------------------------------------------------------ | ------------------------------------------------------------------------ | ------------------------------------------------------------------------ | ------------------------------------------------------------------------ | ----------------------------------------------------- | ----------------------------------------------------- | ----------------------------------------------------- |
| 1.                                                    | 1. септембар 2016.                                                       | Меморијални турнир „Стеван Вилотић Ћеле”                                 | Градски стадион, Суботица                                                | Србија                                                                   | 2 : 1                                                                    | Сједињене Америчке Државе                                                | Гол                                                   | [ 39 ]                                                |                                                       |
| 2.                                                    | 3. септембар 2016.                                                       | Меморијални турнир „Стеван Вилотић Ћеле”                                 | Стадион Шлаиз, Врбас                                                     | Србија                                                                   | 2 : 1                                                                    | Француска                                                                |                                                       | [ 77 ]                                                |                                                       |
| 3.                                                    | 5. септембар 2016.                                                       | Меморијални турнир „Стеван Вилотић Ћеле”                                 | Стадион крај Сомборске капије, Суботица                                  | Србија                                                                   | 3 : 1                                                                    | Израел                                                                   |                                                       | [ 78 ]                                                |                                                       |
| 4.                                                    | 8. октобар 2016.                                                         | Пријатељска утакмица                                                     | Стадион Михаил Мешки, Тбилиси                                            | Грузија                                                                  | 1 : 1                                                                    | Србија                                                                   |                                                       | [ 79 ]                                                |                                                       |
| 5.                                                    | 10. октобар 2016.                                                        | Пријатељска утакмица                                                     | Стадион Михаил Мешки, Тбилиси                                            | Грузија                                                                  | 0 : 1                                                                    | Србија                                                                   |                                                       | [ 80 ]                                                |                                                       |
| 6.                                                    | 9. новембар 2016.                                                        | Квалификације за Европско првенство                                      | Кућа фудбала, Стара Пазова                                               | Молдавија                                                                | 0 : 2                                                                    | Србија                                                                   |                                                       | [ 81 ]                                                |                                                       |
| 7.                                                    | 11. новембар 2016.                                                       | Квалификације за Европско првенство                                      | Кућа фудбала, Стара Пазова                                               | Србија                                                                   | 1 : 0                                                                    | Малта                                                                    |                                                       | [ 82 ]                                                |                                                       |
| 8.                                                    | 14. новембар 2016.                                                       | Квалификације за Европско првенство                                      | Кућа фудбала, Стара Пазова                                               | Србија                                                                   | 2 : 3                                                                    | Шведска                                                                  |                                                       | [ 83 ]                                                |                                                       |
| 9.                                                    | 14. децембар 2016.                                                       | Пријатељска утакмица                                                     | Сан Бенедето                                                             | Италија                                                                  | 0 : 0                                                                    | Србија                                                                   |                                                       | [ 84 ]                                                |                                                       |
| 10.                                                   | 21. фебруар 2017.                                                        | Пријатељска утакмица                                                     | Кућа фудбала, Стара Пазова                                               | Србија                                                                   | 3 : 1                                                                    | Бугарска                                                                 |                                                       | [ 85 ]                                                |                                                       |
| 11.                                                   | 23. фебруар 2017.                                                        | Пријатељска утакмица                                                     | Кућа фудбала, Стара Пазова                                               | Србија                                                                   | 4 : 1                                                                    | Бугарска                                                                 | Гол                                                   | [ 40 ]                                                |                                                       |
| 12.                                                   | 7. март 2017.                                                            | Пријатељска утакмица                                                     | Кућа фудбала, Стара Пазова                                               | Србија                                                                   | 0 : 5                                                                    | Босна и Херцеговина                                                      |                                                       | [ 86 ]                                                |                                                       |
| 12                                                    | Укупан број утакмица, постигнутих погодака и минута проведених на терену | Укупан број утакмица, постигнутих погодака и минута проведених на терену | Укупан број утакмица, постигнутих погодака и минута проведених на терену | Укупан број утакмица, постигнутих погодака и минута проведених на терену | Укупан број утакмица, постигнутих погодака и минута проведених на терену | Укупан број утакмица, постигнутих погодака и минута проведених на терену | 2                                                     | [ 87 ]                                                |                                                       |

## Трофеји, награде и признања

### Екипно
Партизан
- Суперлига Србије : 2016/17.[12]

Телеоптик
- Српска лига Београд : 2016/17.[15]